# Cornelia van Adrichem
Cornelia van Adrichem (geboren 1496 bei Beverwijk; gestorben 5. Juni 1543) war eine niederländische Ordensfrau und Dichterin.

## Leben
Cornelia van Adrichem wurde in der Nähe von Beverwijk 1496 geboren. Sie war die das jüngste Kind von Arent van Adrichem (gest. 1504) und Agatha Suys (gest. 1538) und hatte mindestens vier Schwestern und zwei Brüder. Sie wuchs auf dem Ritterhof Adichem in der Nähe von Beverwijck auf und wurde Chorschwester im nahegelegenen Nazareth-Kloster der Augustiner-Chorherren. Ihre Bekanntheit verdankte sie der Tatsache, dass sie Latein beherrschte. Sie fertigte unter anderem eine Übersetzung der Psalmen in Versform. Ihr Cousin, der spätere Präsident des holländischen Hofes, Cornelius Suys, erwarb diese lateinischen Gedichte während seines Studiums in Paris und zeigte sie stolz dem berühmten Lehrer der Sorbonne, Jacques Lefèvre d’Étaples.
Von ihren Werken ist nur das Epitaph erhalten, das sie anlässlich ihres eigenen Todes verfasste. Es wird von Pieter Opmeer in seiner Historia martyrum Batavicorum aus dem Jahr 1624 in einer Passage über den Geistlichen Cornelis Musius zitiert, der Opfer der Grausamkeit des Bettlerführers Lumey wurde. Sie soll mit Musius persönlich befreundet gewesen sein.
Das Grabgedicht lautet: „Corpus humo, superis animam Cornelia Condo./ Pulverulenta caro vermibus esca datur./ Non lachrymas, non singultus, tristesque querelas,/ Sed Christo oblatas nunc precor umbra preces“. 
Wörtlich übersetzt: „Ich, Cornelia, übergebe meinen Körper der Erde, dem Allerhöchsten meine Seele./ Das materielle Fleisch wird den Würmern zur Nahrung gegeben./ Keine Tränen, kein Schluchzen, keine traurigen Klagen, ich, ihr Schatten, bittet euch jetzt, / aber richtet eure Gebete an Christus.“
Sie starb am 5. Juni 1543.